# Ospedale Umberto Parini
L'ospedale regionale Umberto Parini (in francese, Hôpital régional Umberto Parini) è una struttura sanitaria situata a Aosta.

## Storia
Il complesso ospedaliero di viale Ginevra fu edificato su un’area di 24.000 metri quadrati  e occupa uno spazio di 4.000 metri quadrati dall’Impresa di Costruzioni Antonio Bassanini su progetto dell’ingegnere Gaspare Pestalozza , esperto in architetture ospedaliere. Stazione appaltante , prima dello scoppio della Seconda Guerra Mondiale, il Gran Magistero degli Ordini dei Santi Maurizio e Lazzaro e della Corona d’Italia. Venne ultimato nel 1942 come nuovo ospedale Mauriziano di Aosta. All’interno del corpo centrale, che si sviluppa su 5 piani,sono disposti i servizi generali e di cura con 300 letti di degenza, oltre al padiglione di malattie infettive e un padiglione per i servizi mortuari. Fino agli anni '70, è gestito dall'omonimo Ordine.
Dopo la cessione alla città, vengono realizzati un nuovo edificio per la chirurgia, un padiglione destinato al servizio immuno-trasfusionale e il nuovo pronto soccorso.
Si configura in questo modo l'ospedale odierno che sarà ulteriormente potenziato nei servizi diagnostici e ambulatoriali durante gli anni '80, principalmente attraverso la realizzazione della nuova piastra degli ambulatori e dei servizi di diagnostica di immagine.
Alla fine degli anni '90 sono stati realizzati degli interventi di riqualificazione delle aree di degenza; l'ammodernamento della radiodiagnostica, la ristrutturazione del blocco operatorio, l'ampliamento dell'ospedale con una nuova piastra di servizi diagnostici per la radioterapia e il pronto soccorso.

## Reparti
- anatomia patologica
- medicina nucleare
- anestesia e rianimazione
- medicina e chirurgia d'urgenza
- cardiologia e UTIC
- nefrologia e dialisi
- chirurgia generale
- neurochirurgia SS
- chirurgia toracica
- neurologia
- chirurgia vascolare
- oculistica
- dietologia e nutrizione clinica SS
- oncologia
- endocrinologia e diabetologia SS
- ortopedia e traumatologia
- farmacia
- pneumotisiologia SSD
- fisica sanitaria
- radiologia diagnostica e interventistica
- immunoematologia e medicina trasfusionale
- radioterapia oncologica
- laboratorio analisi
- recupero e rieducazione funzionale
- malattie infettive SSD
- urologia
- medicina interna
- otorinolaringoiatria/odontostomatologia, chirurgia maxillo-facciale